# Dead Flowers
Dead Flowers è il primo singolo della cantante country statunitense Miranda Lambert dall'album Revolution Lanciato il 4 maggio 2009, ha raggiunto il numero 37 nella classifica delle canzoni country americane.

## Classifiche
| Classifica                       | Posizione massima |
| -------------------------------- | ----------------- |
| U.S. Billboard Hot Country Songs | 37                |